# Mykoła Skrypnyk
Mykoła Ołeksijowycz Skrypnyk, ukr. Микола Олексійович Скрипник (ur. 13 stycznia?/25 stycznia 1872 w stanicy Jasynuwata (ówcześnie gubernia katerynosławska), zm. 7 lipca 1933 w Charkowie) – ukraiński działacz komunistyczny, komisarz ludowy oświaty USRR (1925–1933), jeden z czołowych przedstawicieli polityki ukrainizacji w USRR w latach dwudziestych XX w..

## Życiorys
Nauki pobierał w gimnazjum w Izjumie, został z niego wyrzucony za działalność rewolucyjną. Od 1900 roku studiował na Politechnice w Petersburgu, gdzie początkowo związał się z narodowymi kółkami ukraińskimi, jednak później przystał do ruchu bolszewickiego skupionego wokół Lenina. Przez krótki czas w 1914 roku redagował „Prawdę”. 16 sierpnia 1917 na VI zjeździe SDPRR (b) wybrany na zastępcę członka Komitetu Centralnego, pozostawał nim do 6 marca 1918. Podczas rewolucji październikowej członek Komitetu Wojskowo-Rewolucyjnego (sztabu kierującego przewrotem) w Piotrogrodzie. W grudniu 1917 wszedł do utworzonego przez bolszewików rządu Ukraińskiej Ludowej Republiki Rad w Charkowie, od 6 marca 1918 do 18 kwietnia jego premier i minister spraw zagranicznych. W latach 1918–20 przebywał w Rosji sowieckiej, gdzie od lipca 1918 do stycznia 1919 był członkiem Kolegium Czeka, kierował Oddziałem walki z kontrrewolucją i Tajnym Oddziałem (Siekrietnyj Otdieł) Czeka, zajmującym się walką z kontrewolucją i antyradzieckimi partiami, organizacjami i ugrupowaniami politycznymi. Później wrócił na Ukrainę, gdzie w latach 1919–21 sprawował urząd komisarza inspekcji robotniczo-chłopskiej USRR, równolegle w czasie wojny domowej uczestnicząc w radach wojennych frontów Armii Czerwonej. Po zakończeniu wojny domowej objął funkcję komisarza spraw wewnętrznych USRR (1921–22), a w latach 1922–27 komisarza sprawiedliwości i prokuratora generalnego USRR. W latach 1923–27 zastępca członka RKP(b) i WKP(b), od 1927 aż do śmierci członek Komitetu Centralnego WKP(b).
7 marca 1927 zastąpił odwołanego za odchylenie nacjonalistyczne (tzw. szumskizm) Ołeksandra Szumskiego na stanowisku ludowego komisarza oświaty USRR, funkcję sprawował do 28 lutego 1933. Był jednym z głównych zwolenników polityki ukrainizacji i przeciwnikiem rosyjskiego szowinizmu narodowego. Od 1929 roku był członkiem Wszechukraińskiej Akademii Nauk (WUAN), do której rozwoju walnie się przyczynił. W latach 1925–27 zastępca członka, od 1927 do śmierci członek Biura Politycznego KP(b)U.
W lutym 1933 mianowany przewodniczącym Derżpłanu USRR, sprawował też urząd wiceprzewodniczącego Rady Komisarzy Ludowych USRR. Na początku 1933 roku oskarżony o odchylenie nacjonalistyczne, po kampanii ataków na swoją działalność w lipcu tego roku popełnił samobójstwo.
Odznaczony Orderem Czerwonego Sztandaru.

## Upamiętnienie
W 1969 w Charkowie stanął jego pomnik. W Kijowie nazwano ulicę jego imieniem.